# Elecciones legislativas de Corea del Sur de 1971
Las elecciones legislativas de Corea del Sur de 1971 se celebraron el 25 de mayo y fueron las últimas elecciones legislativas (y elecciones en general) de la Tercera República de Corea del Sur. La participación electoral fue del 73.2% y fueron los últimos comicios libres que se celebrarían en el país hasta 1987.
A pesar de que el Partido Democrático Republicano del presidente Park Chung-hee obtuvo una leve victoria, perdió la mayoría absoluta de dos tercios que necesitaba para modificar la ley a su antojo, por lo que Park ya no podría aspirar a una reelección una vez finalizado su mandato en 1975. El hecho de que no pudiera encontrarse un sucesor claro para Park dentro del partido sumado al fortalecimiento de la oposición en estas elecciones llevaron al presidente a decretar la Ley marcial en octubre de 1972, en lo que se conoció como Restauración de Octubre, e instaurar una dictadura militar personalista que duraría hasta 1979.

## Resultados
| Partidos                        | Votos      | %    | Escaños | +/–   |
| ------------------------------- | ---------- | ---- | ------- | ----- |
| Partido Democrático Republicano | 5.460.581  | 48.8 | 113     | –16   |
| Nuevo Partido Democrático       | 4.969.050  | 44.4 | 89      | +44   |
| Partido Nacional                | 454.257    | 4.0  | 1       | Nuevo |
| Partido de la Gente             | 155.277    | 1.4  | 1       | +1    |
| Partido Socialista Unificado    | 97.398     | 0.9  | 0       | 0     |
| Partido de Masas                | 59.359     | 0.5  | 0       | –1    |
| Votos en blanco/anulados        | 234.280    | –    | –       | –     |
| Total                           | 11.430.202 | 100  | 204     | +29   |
| Fuente: Nohlen et al.           |            |      |         |       |